# Gran Premio di superbike di Albacete 1993
Il Gran Premio di Superbike di Albacete 1993 è stata la terza prova su tredici del Campionato mondiale Superbike 1993, è stato disputato il 30 maggio sul Circuito di Albacete e ha visto la vittoria di Carl Fogarty in gara 1, lo stesso pilota si è ripetuto anche in gara 2.

## Risultati

### Gara 1

#### Arrivati al traguardo[3]
| Pos. | Nº | Pilota                | Motocicletta | Tempo     | Griglia | Punti |
| ---- | -- | --------------------- | ------------ | --------- | ------- | ----- |
| 1º   | 4  | Carl Fogarty          | Ducati       | 44:28.310 | 3º      | 20    |
| 2º   | 6  | Aaron Slight          | Kawasaki     | +0:03.793 | 1º      | 17    |
| 3º   | 10 | Piergiorgio Bontempi  | Kawasaki     | +0:23.067 | 4º      | 15    |
| 4º   | 5  | Fabrizio Pirovano     | Yamaha       | +0:23.517 | 14º     | 13    |
| 5º   | 8  | Daniel Amatriaín      | Ducati       | +0:23.909 | 8º      | 11    |
| 6º   | 16 | Juan Garriga          | Ducati       | +0:24.122 | 10º     | 10    |
| 7º   | 32 | Terry Rymer           | Yamaha       | +0:25.145 | 5º      | 9     |
| 8º   | 80 | Simon Crafar          | Ducati       | +0:31.131 | 11º     | 8     |
| 9º   | 27 | Fred Merkel           | Yamaha       | +0:36.163 | 12º     | 7     |
| 10º  | 77 | Robert McElnea        | Yamaha       | +0:37.962 | 13º     | 6     |
| 11º  | 81 | James Whitham         | Yamaha       | +0:40.803 | 20º     | 5     |
| 12º  | 34 | Mauro Lucchiari       | Ducati       | +1:00.245 | 7º      | 4     |
| 13º  | 14 | Christer Lindholm     | Yamaha       | +1:00.953 | 22º     | 3     |
| 14º  | 23 | Fabrizio Furlan       | Kawasaki     | +1:10.027 | 16º     | 2     |
| 15º  | 70 | Aldeo Presciutti      | Ducati       | +1:10.212 | 18º     | 1     |
| 16º  | 20 | Jeffry de Vries       | Yamaha       | +1:10.520 | 17º     |       |
| 17º  | 83 | José María Sagardogui | Yamaha       | +1:12.241 | 27º     |       |
| 18º  | 84 | Matt Llewellyn        | Kawasaki     | +1:30.166 | 25º     |       |
| 19º  | 72 | Valerio Destefanis    | Yamaha       | +1 giro   | 24º     |       |
| 20º  | 51 | Vittorio Scatola      | Yamaha       | +1 giro   | 26º     |       |
| 21º  | 67 | Jean-Louis Tranois    | Yamaha       | +1 giro   | 31º     |       |
| 22º  | 82 | Fernando Cristóbal    | Yamaha       | +1 giro   | 29º     |       |
| 23º  | 58 | Jorge Vilella         | Yamaha       | +1 giro   | 36º     |       |
| 24º  | 61 | Mauro Mastrelli       | Yamaha       | +1 giro   | 34º     |       |
| 25º  | 65 | Michel Amalric        | Yamaha       | +1 giro   | 30º     |       |

#### Ritirati
| Nº | Pilota            | Motocicletta | Giri     | Griglia |
| -- | ----------------- | ------------ | -------- | ------- |
| 37 | Hervé Moineau     | Suzuki       | +2 giri  | 23º     |
| 11 | Scott Russell     | Kawasaki     | +6 giri  | 2º      |
| 9  | Giancarlo Falappa | Ducati       | +6 giri  | 6º      |
| 54 | Tripp Nobles      | Honda        | +9 giri  | 19º     |
| 94 | Christophe Guyot  | Kawasaki     | +10 giri | 28º     |
| 15 | Adrien Morillas   | Kawasaki     | +12 giri | 15º     |
| 45 | Dominique Sarron  | Yamaha       | +13 giri | 21º     |
| 7  | Stéphane Mertens  | Ducati       | +18 giri | 9º      |
| 73 | Pedro Baptista    | Yamaha       | +18 giri | 35º     |
| 68 | Karim Babić       | Ducati       | +25 giri | 32º     |
| 59 | Alex Buckingham   | Yamaha       | +27 giri | 33º     |

### Gara 2

#### Arrivati al traguardo[4]
| Pos. | Nº | Pilota                | Motocicletta | Tempo     | Griglia | Punti |
| ---- | -- | --------------------- | ------------ | --------- | ------- | ----- |
| 1º   | 4  | Carl Fogarty          | Ducati       | 44:15.278 | 3º      | 20    |
| 2º   | 11 | Scott Russell         | Kawasaki     | +0:02.902 | 2º      | 17    |
| 3º   | 6  | Aaron Slight          | Kawasaki     | +0:25.686 | 1º      | 15    |
| 4º   | 7  | Stéphane Mertens      | Ducati       | +0:28.929 | 9º      | 13    |
| 5º   | 16 | Juan Garriga          | Ducati       | +0:35.102 | 10º     | 11    |
| 6º   | 10 | Piergiorgio Bontempi  | Kawasaki     | +0:38.646 | 4º      | 10    |
| 7º   | 5  | Fabrizio Pirovano     | Yamaha       | +0:44.904 | 14º     | 9     |
| 8º   | 80 | Simon Crafar          | Ducati       | +0:45.107 | 11º     | 8     |
| 9º   | 32 | Terry Rymer           | Yamaha       | +0:46.803 | 5º      | 7     |
| 10º  | 34 | Mauro Lucchiari       | Ducati       | +0:51.901 | 7º      | 6     |
| 11º  | 81 | James Whitham         | Yamaha       | +0:52.569 | 20º     | 5     |
| 12º  | 27 | Fred Merkel           | Yamaha       | +1:05.749 | 12º     | 4     |
| 13º  | 15 | Adrien Morillas       | Kawasaki     | +1:06.747 | 15º     | 3     |
| 14º  | 77 | Robert McElnea        | Yamaha       | +1:09.108 | 13º     | 2     |
| 15º  | 20 | Jeffry de Vries       | Yamaha       | +1:11.040 | 17º     | 1     |
| 16º  | 45 | Dominique Sarron      | Yamaha       | +1:25.834 | 21º     |       |
| 17º  | 70 | Aldeo Presciutti      | Ducati       | +1:29.300 | 18º     |       |
| 18º  | 14 | Christer Lindholm     | Yamaha       | +1:31.070 | 22º     |       |
| 19º  | 72 | Valerio Destefanis    | Yamaha       | +1:36.658 | 24º     |       |
| 20º  | 83 | José María Sagardogui | Yamaha       | +1:36.833 | 27º     |       |
| 21º  | 84 | Matt Llewellyn        | Kawasaki     | +1 giro   | 25º     |       |
| 22º  | 37 | Hervé Moineau         | Suzuki       | +1 giro   | 23º     |       |
| 23º  | 59 | Alex Buckingham       | Yamaha       | +1 giro   | 33º     |       |
| 24º  | 54 | Tripp Nobles          | Honda        | +1 giro   | 19º     |       |
| 25º  | 67 | Jean-Louis Tranois    | Yamaha       | +1 giro   | 31º     |       |
| 26º  | 61 | Mauro Mastrelli       | Yamaha       | +1 giro   | 34º     |       |
| 27º  | 82 | Fernando Cristóbal    | Yamaha       | +1 giro   | 29º     |       |

#### Ritirati
| Nº | Pilota            | Motocicletta | Giri     | Griglia |
| -- | ----------------- | ------------ | -------- | ------- |
| 51 | Vittorio Scatola  | Yamaha       | +8 giri  | 26º     |
| 9  | Giancarlo Falappa | Ducati       | +14 giri | 6º      |
| 73 | Pedro Baptista    | Yamaha       | +15 giri | 35º     |
| 58 | Jorge Vilella     | Yamaha       | +19 giri | 36º     |
| 8  | Daniel Amatriaín  | Ducati       | +19 giri | 8º      |
| 65 | Michel Amalric    | Yamaha       | +24 giri | 30º     |
| 23 | Fabrizio Furlan   | Kawasaki     | +27 giri | 16º     |